# Igor Cvitanović
Igor Cvitanovic est un ancien footballeur international croate né le 1er novembre 1970 à Osijek. Il a évolué au poste d’attaquant et compte 27 sélections pour 4 buts marqués en équipe nationale.
Il est actuellement l'entraîneur-chef du Dinamo Zagreb II dans la Druga HNL.

## Palmarès
- 27 sélections et 4 buts avec l'équipe de Croatie entre 1992 et 1999.
- Il est actuellement le 2e buteur de tous les temps de la Première Ligue croate (derrière Davor Vugrinec) avec un total de 126 buts.